# Jesaja Herrmann
 Charles-Jesaja Herrmann (* 8. Februar 2000) ist ein deutsch-ghanaischer Fußballspieler, der deutscher Nachwuchsnationalspieler war.

## Karriere

### Verein
Nach seinen Anfängen in der Jugend von Hannover 96 wechselte er im Sommer 2014 in die Jugendabteilung des VfL Wolfsburg. Für seinen Verein bestritt er 25 Spiele in der B-Junioren-Bundesliga und 43 Spiele in der A-Junioren-Bundesliga, bei denen ihm insgesamt 42 Tore gelangen. Im Sommer 2018 wurde er in den Kader der zweiten Mannschaft in der Regionalliga Nord. Nach insgesamt 20 Ligaspielen wechselte er im Sommer 2021 nach Belgien zum Erstligisten KV Kortrijk. Dort kam er auch zu seinem ersten Einsatz im Profibereich, als er am 24. Juli 2021, dem 1. Spieltag, beim 2:0-Heimsieg gegen den RFC Seraing kurz vor Spielende eingewechselt wurde. Nach einer Spielzeit wurde er im Sommer 2022 für eine Saison in die Niederlande zum NAC Breda in die 2. niederländische Liga verliehen.
Im Sommer 2023 wechselte Herrmann zurück nach Deutschland zum Drittligisten SV Waldhof Mannheim. Für Waldhof kam er zu 21 Drittligaeinsätzen, in denen er drei Tore erzielte. Im Juli 2024 wechselte er weiter nach Österreich zum Zweitligisten SKU Amstetten. Für Amstetten absolvierte er 26 Spiele in der 2. Liga, in denen er sechsmal traf. Nach der Saison 2024/25 verließ er Amstetten wieder.

### Nationalmannschaft
Herrmann bestritt in den Jahren 2015 bis 2019 insgesamt 27 Spiele für die U15 bis U19 des DFB, bei denen ihm insgesamt zehn Tore gelangen.

## Privates
Sein Vater ist der ehemalige Spieler und jetzige Trainer Charles Akonnor.